# Исмаил Адил-шах
Исмаил Адил-шах (1498 — 27 августа 1534) — второй султан Биджапура из династии Адил-шахов (1510—1534). Исмаил провел большую часть своего времени, расширяя свою территорию.

## Ранние годы
Сын и преемник Юсуф Адил-шаха (? — 1510), первого султана Биджапура из династии Адил-шахов (1490—1510). Исмаил Адил-шах сменил своего отца Юсуфа на султанском престоле в раннем возрасте (11-12 лет). Делами государствами руководил министр Камаль-хан. В это время Камаль-хан заключил молодого султана в тюрьму и попытался устроить переворот. Пенджи Хатун, мать Исмаила, устроила заговор, в результате которого Камаль-хан был зарезан в султанском дворце.
После смерти Камаль-хана его сын Исмаил-хан осадил султанский дворец, чтобы арестовать Пенджи-Хатун и Исмаил Адил-шаха. Однако Исмаил-хан был убит в стычке у ворот дворца. Исмаил Адил-шах начал управлять государством с помощью своей матери. Исмаил был последователем шиитской веры и провозгласил её государственной верой.

## Война с Виджайнагарской империей
Исмаил Адил-шах был побежден правителем Виджаянагарской империи Кришнадевраей в битве при Райчуре в мае 1520 года.

## Завоевание Бидара
Исмаил Адил-шах выступил в поход против бидарского султана Амир Барид-шаха (1504—1542). Позднее Амир Барид-шах вместе с султанами Ахмаднагара, Голконды и Берар вторгся в Биджапурский султанат, но Исмаил Адил-шах смог защитить себя и свои владения.
Мариам Султан, сестра Исмаила Адил-шаха, была замужем за Бурхан Низам-шахом, вторым султаном Ахмаднагара (1509—1553), и таким образом их вражда была обращена в дружбу.
Исмаил Адил-шах правил мирно только до того, как развязал войну против ахмаднагарского султана Бурхан Низам-шаха. Низам-Шах был несчастлив, потому что ему обещали крепость Солапур в качестве приданого, когда он женился на сестре Исмаила Мариам, которая никогда не была передана. Позже Бурхан Низам-шах попытался взять Солапур силой. Однако ему пришлось испытать поражение, когда Исмаил выступил в поход и захватил сорок слонов.
Во время вторжения Исмаила в Бидар на помощь Амиру Барид-шаху пришел голкондский султан Кули Кутб-шах. Исмаил Адил-шах отправил своего доверенного генерала Асада Кахана, чтобы помешать Кули Кутб-шаху, что он успешно сделал и позже взял в плен бидарского султана Амира Барид-шаха, когда тот был пьян. По договору Амир Барид-шах согласился отдать Хамнабад и Бидар. Он торжественно вошел в крепость Бидар и сел на трон, тот самый трон, при котором служил его отец. Через некоторое время Амир Барид-шах восстановил благосклонность Исмаила Адил-шаха и вернул себе Бидар.
Исмаил Адиль-Шах редко сталкивался с поражением, и его армия с артиллерией была силой, с которой приходилось считаться.

## Последние дни
Во время своей кампании против султаната Голконда Исмаил Адил-шах заболел и скончался 27 августа 1534 года. Он был похоронен в деревне Гоги. После его смерти его старший сын Маллу Адил-шах, был коронован, однако он был свергнут усилиями его бабушки и военачальника Асад-хана. Его младший брат Ибрагим Адил-шах I был провозглашен новым султаном в том же 1534 году.